# 建州衛
建州衛 (ケンシュウ-エイ) は、明朝が満洲 (現在の中華人民共和国東北部) に設置した衛の一つ。

## 概要
永楽元年 (1403) 旧暦11月にウディゲ族酋長・阿哈出を衛指揮使 (正三品) として設置された。『柳邊紀略』(1707年) に拠ると、建州衛は満洲一帯に設置された衛の第一号である。
永楽9年 (1411) 頃には建州左衛、さらに数年後に建州右衛が分設された (建州三衛と総称)。建州三衛と、隣接する毛憐衛 (永楽3年設置) とを併せた範囲を建州女直 (＝マンジュ) と呼び、明朝はこれをスンガリー･ウラ (松花江) 流域一帯の海西女直 (＝フルン) およびサハリヤン･ウラ (黒龍江) 下流域一帯の野人女直 (東海女直) とは区別して、女真の三大分類とした。
建州右衛の開祖・凡察の子孫がヌルハチとされ、後に建州三衛と毛憐衛を征服併合してマンジュ･グルン (満洲国) を樹立する。

## 背景
明朝では、元朝に倣って軍戸 (軍籍) から世襲的に兵士を補填させた。その世襲兵士の配属先となる組織を衛所と呼び、各省に都指揮使司 (都司と略称) を設置して複数の衛所を統轄させた (衛所制)。
永楽帝は即位後、女真族を羈縻するために制度を転用し、満洲各地に衛所を設けた。衛所は官衙であるため、本来は朝廷が派遣する官吏がその統轄を担当するが、満洲各地に設置された衛所は女真族の酋長を長官とし、衛主たる各酋長の在地における特権を承認した。
永楽元年 (1403) に建州衛と兀者衛が相継いで設置されたのを皮切りに、万暦年間までに400近い衛が設置された。また、永楽2年 (1404) に設置された奴児干衛は、同7年 (1409) に昇格して奴児干都司に改められた。

## 位置

### 設置
稻葉岩吉『清朝全史』に拠ると、「建州」という地名は各王朝、各時代に因ってその位置が一定しないものの、元朝は「建州」を吉林省城 (現吉林省吉林市) に定め、続く明朝は元朝の建州を承け継いだとされる為、建州衛が置かれた場所は吉林省城の域内と推測される。尚、初代衛主・阿哈出は建州衛指揮使に任命された後も本拠である三姓地方 (現黒龍江省ハルビン市イラン県) に留まり、実際に建州衛に移住するのは子・釈家奴 (李顕忠) の代で、永楽10年 (1412) とされる。建州左衛は永楽9年 (1411) に輝発河河畔に位置する鳳州 (現吉林省通化市梅河口市山城鎮) へ移徙したが、これが建州衛への合流を企図したとすれば、建州衛が置かれた当初の位置は鳳州ということになる。

### 移徙
満州に設けられた衛は、必ずしも全てがそれぞれ一つの土地に固定されていた訣ではなく、戦争や自然災害などにより部族一挙して移徙することもあった為、衛の場所も自づと遷移した。女真族は衛を通じて明朝の羈縻を受けたが、それは同時に明朝の保護下にはいることでもあったため、移動をする際には決まって事前にその允許を求めた。建州衛の移徙は下表の通り三度実施された。

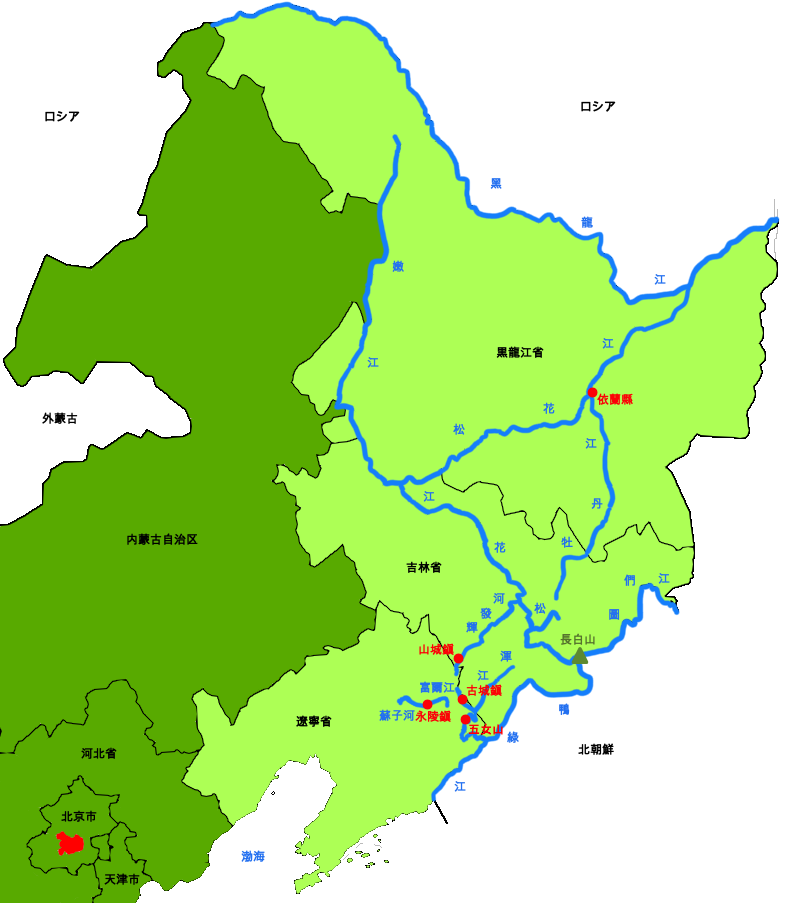
建州衛の遷移

| 序次   | 年次    | (西暦) | 月次    | 地点                             |
| ------ | ------- | ------ | ------- | -------------------------------- |
| 第一次 | 永楽22  | (1424) | 旧暦4月 | →渾江流域、五女山南麓            |
| 第二次 | ⇥ 宣徳9 | (1434) | 不詳    | →富爾江 (渾江支流) 流域、古城鎮? |
| 第三次 | 正統3   | (1438) | 不詳    | →蘇子河流域、竈突山麓            |

#### 一回目の移徙
永楽22年 (1424) に婆猪江 (佟家江とも、現渾江) 流域へ向けて実施され、三代目衛主・李満住らはその畔に位置する兀剌山 (現遼寧省本渓市桓仁満族自治県桓仁鎮五女山) 南麓の甕村などに移住した。鳳州放棄の原因は韃靼 (蒙古) の侵略とされる。永楽20年に明朝が大興安嶺  (現黒龍江省大興安嶺地区) 東部の蒙古を征討した際、建州衛と左衛からも多数が従軍したために、蒙古からその報復を数年間に亘って受け続けていた。

#### 二回目の移徙
兀獮府(現遼寧省本渓市桓仁満族自治県古城鎮?) に向けて実施された。兀獮府は婆猪江 (現渾江) の支流の一つである現在の富爾江の流域に位置する。李満住らは北岸に居を構え、翌年には左衛の李蒋家 (李張家とも、李満住の岳父) 一家がその南岸に移住した。李満住らの移動時期は判然としないが、宣徳9年 (1434) 旧暦2月頃までには完了していたとされる。一回目の移動が数年来の蒙古からの侵掠に端を発した計画的移動であったのに対し、二回目の移動は朝鮮軍による急襲を受けて退避するための急遽の移動であったとされる。

#### 三回目の移徙
フラン･ハダ (hūlan hada) に向けて実施された。満洲語で「hūlan」は煙突、「hada」は嶺の意。フラン･ハダは即ち「煙突山」の意で、竈突山ソウトツザンなどと呼ばれる。渾河の支流の一つである蘇子河の河畔に位置し、東にヘトゥアラ (現遼寧省撫順市新賓満族自治県永陵鎮老城村) 、北には後の清朝が永陵を置いた。三回目も移動時期は判然としないが、二回目同様、朝鮮軍の襲撃を受けて慌てて避難し、正統3年 (1438) の春頃までには移徙が完了していたとされる。

## 略年表
永楽元年 (1403) 旧暦11月、女真の領袖・阿哈出らが来朝。明朝は建州衛を創設し、阿哈出に指揮使 (正三品の官職) を授けた。
永楽4年 (1406) 旧暦11月、木楞古地名?の領袖・佟鎖魯阿ら40人が来朝。明朝は各々に建州衛の指揮、千戸 (正・従五品)、百戸 (正六品) などの官職を授けた。
永楽6年 (1408) 旧暦3月、忽的河、法胡河、卓爾河 (現黒龍江省チチハル市西南?)、海刺河などの女直の領袖・哈刺らが来朝し、領地・領民ごとの建州衛への併合を希望した。明朝は哈刺らに指揮、千戸 (正・従五品)、百戸 (正六品) などの官職を授けた。
永楽8年 (1410) 旧暦8月、指揮・阿哈出及び子の釈家奴 (シャチャヌ)らが戦功不詳をあげ、明朝はそれを嘉して、阿哈出、釈加奴、アラシ(阿剌失)、可捏らにそれぞれ漢名・李思誠、李顕忠、李従善、郭以誠を下賜し、さらに李顕忠 (＝釈加奴) を都指揮僉事 (正三品) に、李従善 (＝アラシ)、郭以誠 (＝可捏)を百戸 (正六品) から正千戸 (正五品) にそれぞれ昇格させた。
永楽10年 (1412) 旧暦11月、都指揮・李顕忠、指揮・孛速趙歹、都劉不顏らが家族を連れ建州に移住したものの、飢えに喘いでいると、遼東都指揮同知 (従二品)・巫凱らが上奏。明朝は粟を配給させた。
永楽15年 (1417) 旧暦12月、顔春 (現ロシア連邦ポシェト湾)の領袖・月児速哥が明朝への帰順と家族の建州への移住を希望していると李顕忠が上奏し、明朝は承諾した。
永楽16年 (1418) 旧暦2月、李顕忠の上奏により、哈麻忽らを指揮僉事 (正四品) から指揮同知 (従三品) に、失剌ら八人を副千戸 (従五品) から正千戸 (正五品) に、也兒吉納ら四人を百戸 (正六品) から副千戸 (従五品) に、哈荅ら二人を所鎮撫 (従六品) から副千戸 (従五品) にそれぞれ昇格させた。
永楽17年 (1419) 旧暦3月、李顕忠の推挙により、女直の也住ら27人に指揮、千戸 (正・従五品)、百戸 (正六品) などの官職を授けた。
永楽18年 (1420) 旧暦正月、欽眞河などの女直・兀令哥らが来朝。明朝は兀令哥に副千戸 (従五品)、木郎哈に百戸 (正六品) を授けた。 
宣徳元年 (1426) 旧暦3月、李顕忠の子・李満住を建州指揮から都指揮僉事 (正三品) に昇格。
宣徳4年 (1429) 旧暦3月、李満住が入朝し、侍衛の職を要求したが、明朝は却けた。
宣徳5年 (1430) 旧暦4月、李満住が朝鮮との互市を希望し裁可を求めたが、明朝は却けた。
宣徳6年 (1431) 旧暦正月、李顕忠の妻・康氏および指揮僉事 (正四品) の金家奴が来朝し、馬などを献納した。
宣徳8年 (1433) 旧暦2月、不顔禿を指揮僉事 (正四品) から指揮同知 (従三品) に、迭卜を正千戸 (正五品) から指揮僉事 (正四品) に昇格。
正統元年 (1436) 旧暦3月、歓赤を指揮使 (正三品) から都指揮僉事 (正三品) に昇格。同年旧暦5月、木荅兀を指揮僉事 (正四品) から指揮同知 (従三品) に昇格。 同年旧暦閏6月、李満住が男古納哈らを派遣し、馬を献納させた。併せて東寧衛からの逃亡者48名を返還した。
正統2年 (1437) 旧暦5月、明朝は金家奴を指揮僉事 (正四品) から指揮同知 (従三品) に、牙失を副千戸 (従五品) から指揮僉事 (正四品) に、阿不欒を所鎮撫 (従六品) から副千戸 (従五品) にそれぞれ昇格させた。
正統3年 (1438) 旧暦2月、李満住が軍勢を率いて李氏朝鮮の必屯城に侵攻したが、正統帝に制止された。同年旧暦6月、李満住が指揮・趙歹因哈を派遣し、朝鮮の襲撃に遭って灶突山東南の渾河沿いに移住したことを上奏。この後、李満住は董山とともに福餘衛の蒙古を糾合し明朝辺境を掠奪した。
景泰年間、巡撫・王翔が指揮・王武らを派遣して李満住らを鎮撫し、李満住は登朝して懺悔した。也先人名の騒擾を受けて諸部の多くが敕印と官職を失い、宴賞も減ったことで怨嗟の念を抱いていたことが原因であった。 
成化3年 (1467) 旧暦9月、成化帝の命を承けた李朝国王・李瑈が李満住を討伐。 

## 脚註
1. 1 2  “衛所 えいしょ”. ブリタニカ国際大百科事典 小項目事典. ブリタニカ・ジャパン. "中国、明代の兵制。明では兵士となる者は、軍戸として兵部の戸籍に編入され、世襲的に軍戸から補充して衛所に配属された。衛所は内外の各府州県の要害の地に分布し、1衛の兵士は原則として 5600人で、その長官の指揮使のもとに5の千戸所、その長の千戸のもとに10の百戸所、さらに百戸 (112人の長) の下は2人の総旗 (50人の長)、10人の小旗 (10人の長) に編制されていた。これらの衛所は各省の都指揮使司 (都司) に統合され、各都司はまた中央の五軍都督府に統轄された。その全兵力は明初に180万人にも達し、これに必要な軍餉は衛所内の兵士の分守分屯による軍屯で、自給自足の体制がとられた。しかし明の後半期には兵士の逃亡や軍屯の崩壊で有名無実の状態となった。"
2. ↑  “第八篇.建州女直の原地及び遷住地 - 一.緒言 - イ.建州衛”. 滿洲歷史地理. 2. 南満洲鉄道株式会社. p. 553. "本衞の創設せられたる年代は、多少の異説を傳へり。されど、吾人は皇明實錄 成祖 永樂元年 西紀一四三〇〔注：1403年の誤り。1430年は宣徳5年。〕の記事を以て鐵案となす、……"
3. ↑  “永樂元年十一月至閏十一月十一月27日段8035”. 明太宗實錄. 25. 不詳. "○女直野人頭目呵哈出等來朝設建州衞軍民指揮使司以阿哈出爲指揮使餘爲千百戶所鎭撫賜誥印冠帶襲衣及鈔幣有差"
4. ↑  洪武年間に後の兀者衛の領袖・西陽哈が明朝に帰順しているが、衛の設置自体は永楽元年旧暦12月で、建州衛の一箇月後。
5. 1 2   柳邊紀略. 2. 不詳
6. 1 2  “建州衛 けんしゅうえい”. 日本大百科全書(ニッポニカ). 小学館
7. ↑  “軍戸 ぐんこ”. ブリタニカ国際大百科事典 小項目事典. ブリタニカ・ジャパン. "中国の戸籍上、軍籍に指定されて兵士を出す家をいう。軍戸は元朝では一般民戸と区別して万戸府に隷属していたが、明朝はこれにならい、戸籍を民戸のほかに軍戸、匠戸、竈戸 (そうこ) などに分け、軍戸は兵部に隷属して衛所の兵役の義務を負った。毎戸一人を正丁として兵士に出し、他を余丁として正丁に事故があった場合に補充するもので、一般の徭役は免除されたが、世襲的な軍役を課せられた。"
8. ↑  河内良弘 1975, p. 119.
9. 1 2 3  “建州女眞の本地”. 清朝全史. 上. 早稲田大学出版部. pp. 31-33
10. 1 2  河内良弘 1960, p. 100-102, (4) 建州衡の婆猪江移動
11. 1 2  “世宗實錄六年 (1424) 七月至九月秋七月2日段8291”. 朝鮮王朝實錄. 25. 不詳
12. ↑  兀獮府 (明憲宗實錄)、吾彌府 (朝鮮世宗實錄)、兀彌府 (朝鮮世祖・睿宗實錄)。
13. ↑  “世宗實錄十九年 (1437) 六月30日段12820”. 朝鮮王朝實錄. 77. 不詳
14. ↑  河内良弘 1960, p. 102-103, (5) 建州衡の吾彌府移動.
15. ↑  “第四節. 女眞人の遞貢遞寇 - 建州女直の合同 - 建州衛三遷の地位”. 清朝全史. 上. 早稲田大学出版部. p. 45
16. ↑  中国では煙囪山yāncōng shān、呼蘭･哈達hūlán hādáとも (英字は普通話拼音)。前者の「煙囪」は煙突の意。後者はhūlan hadaの音訳。
17. ↑  “ᡥᡡᠯᠠᠨ ᡥᠠᡩᠠ hūlan hada”. 新满汉大词典. 新疆人民出版社. p. 429. "〈地〉烟筒峰 (在今辽宁省新宾满族自治县老城之西，清永陵对面)。"
18. ↑  河内良弘 1960, p. 107, (7) 建州衡の蘇子河移動.
19. 1 2 3 4 5 6  「指揮」二文字だけの官職はあるにはあるが、中央政府に属する五城兵馬指揮司の職のため、文脈と合わない。「指揮僉事」(正四品) や「都指揮僉事」(正三品) はしばしば「指揮」「都指揮」などと省略されることがあるため、或いはここでもその意味かも知れないが、確信なし。
20. ↑  “ᠴᠣᠯ ᠪᡳᡵᠠ col bira”. 满汉大辞典. 遼寧民族出版社. p. 823. "〈地〉绰尔河，蒙古名，在齐齐哈尔西南，流入嫩江。"
21. 1 2  “阿哈出”. 清史稿. 222. 清史館
22. ↑  河内良弘 1960, p. 95, 二.移動に選ばれた季節 - (A)移動の各例 - (二)毛憐衞 浪卜兒看の鳳州移動.
23. ↑  “阿哈出”. 清史稿. 222. 清史館. "十二月，釋加奴上言：「顏春頭人月兒速哥率其孥來歸，請屬於建州。」"
24. ↑  衛指揮使司から都指揮使司に移った、つまりもっと大きな (その分だけ中央に近い) 組織に転属したという意味での昇格かと思われるが、確信なし。

## 参照

### 史籍
- 楊賓『柳邊紀略』巻2, 1707 (漢文) ＊叢書集成版

### 研究書
- 稻葉岩吉『清朝全史』早稲田大学出版部, 1914
- 白鳥庫吉 監修, 松井等, 箭内亙, 稻葉岩吉 撰『滿洲歷史地理』巻2, 南満洲鉄道株式会社, 1914
- 趙爾巽, 他100余名『清史稿』清史館, 1928 (漢文) ＊中華書局版

### 論文
- 河内良弘「建州女直の移動問題」『東洋史研究』第19巻第2号、東洋史研究会、1960年10月、212-281頁、CRID 1390009224833843200、doi:10.14989/148180、hdl:2433/148180、ISSN 0386-9059。
- 河内良弘「<論説>明代兀者衛に関する研究」『史林』第58巻第1号、史学研究会 (京都大学文学部内)、1975年1月、115-146頁、CRID 1390290699822716672、doi:10.14989/shirin_58_115、hdl:2433/238224、ISSN 0386-9369。
- 増井寛也「ギョロ=ハラGioro hala再考 －特に外婚規制をてがかりに－」（PDF）『立命館文學』第619号、立命館大学人文学会、2010年12月、681-662頁、ISSN 02877015。

### 工具書
- 安双成『满汉大辞典』遼寧民族出版社, 1993 (中国語)
- 胡增益 (主編)『新满汉大词典』新疆人民出版社, 1994 (中国語)
- 『日本大百科全書 (ニッポニカ)』小学館

### Webサイト
- 栗林均「モンゴル諸語と満洲文語の資料検索システム」東北大学
- 「明實錄、朝鮮王朝実録、清實錄資料庫」中央研究院歴史語言研究所 (台湾)

## 関聯
- 明朝の官職